# The Emoji Movie
The Emoji Movie är en amerikansk 3D-animerad science fiction-komedifilm, i regi av Tony Leondis och skriven av Leondis, Eric Siegel och Mike White, baserat på emoji-symbolerna. Filmens karaktärer röstas av T.J. Miller, James Corden, Anna Faris, Maya Rudolph, Steven Wright, Rob Riggle, Jennifer Coolidge, Christina Aguilera, Sofía Vergara, Sean Hayes och Patrick Stewart. Filmen handlar om Gene, en emoji som kan uttrycka sig på flera olika vis och som bor i en tonårings mobil, och som ger sig ut på en resa till att bli en vanlig meh-emoji som hans föräldrar.
Filmen är producerad av Sony Pictures Animation, och distribuerad av Columbia Pictures. Filmen hade biopremiär den 28 juli 2017 i USA och den 9 augusti i Sverige, och har tjänat in  över 204 miljoner dollar från över hela världen.